# Bucey-en-Othe
 Bucey-en-Othe  là một xã ở tỉnh Aube, thuộc vùng Grand Est ở phía bắc miền trung nước Pháp.